# Bataille de Gerberoy
Guerre de Cent Ans
Batailles
La bataille de Gerberoy appelée également bataille d’Arondel est une victoire des Français contre les Anglais, le 9 mai 1435, pendant la guerre de Cent Ans, à Gerberoy, en Beauvaisis, dans la région de Picardie.
Compte tenu de sa position géographique, Gerberoy fut en réalité le théâtre de nombreux faits de guerre au Moyen Âge et sous la Renaissance, mais de nos jours l'expression bataille de Gerberoy sans autre précision désigne communément celle de 1435.

## Le contexte
Au printemps 1435, la guerre de Cent Ans fait rage.
L'armée anglaise, présente dans presque tout le nord de la France ainsi qu'en Aquitaine, a surtout concentré des garnisons importantes à Calais et en Normandie. Mais les difficultés se multiplient depuis plusieurs années pour les Anglais qui, malgré la capture et l'exécution de Jeanne d'Arc en 1431, contrôlent de plus en plus difficilement les territoires sur lesquels ils détiennent une souveraineté théorique depuis le traité de Troyes.
Durant l'année 1434, le roi de France Charles VII avait repris le contrôle de plusieurs villes au nord de Paris, dont Soissons, Compiègne, Senlis et Beauvais. Compte tenu de sa position géographique, Gerberoy était potentiellement un poste avancé capable aussi bien de menacer la domination anglaise sur la Normandie, que de protéger le Beauvaisis récemment reconquis. Les Français avaient repris la ville en 1432 mais, alors trop faibles pour espérer s'y maintenir militairement, ils l'avaient abandonnée après en avoir détruit les fortifications, de manière à éviter que les Anglais puissent s'en servir. Depuis, le rapport des forces avait évolué et Charles VII, adoptant une stratégie plus audacieuse, décida, au printemps 1435, de réoccuper Gerberoy et de la remettre en état de défense. 
Cette mission fut confiée à une unité dont l'effectif exact n'est pas connu mais qui, selon le récit du chanoine Jean Pillet (principal historiographe de Gerberoy), aurait pu compter entre 600  et   1 800 hommes. Ce contingent fut placé sous le commandement de Jean Poton de Xaintrailles et  Étienne de Vignolles, dit La Hire, tous deux anciens lieutenants de Jeanne d'Arc, qui partirent de Beauvais et, après une arrivée discrète, de nuit, à Gerberoy, entreprirent de faire restaurer les anciennes fortifications.
Au même moment, dans la ville-frontière normande de Gournay sur Epte, à une douzaine de kilomètres au sud-ouest de Gerberoy, un corps de bataille anglais sous le commandement de John FitzAlan, comte d'Arundel, avait été constitué en vue d'une expédition sur la ville de Rue dans le Marquenterre, elle aussi récemment reconquise par les Français. Ce corps était équipé de matériel de siège. Lorsque la nouvelle des travaux engagés par les Français se répandit, Gerberoy, qui représentait une menace immédiate pour la Normandie, devint la cible prioritaire. Sous-estimant probablement l'importance et la détermination des troupes françaises installées sur place, et dans sa hâte de les déloger avant que la ville ne soit à nouveau en état de défense, Arundel sortit de Gournay dans la nuit du 8 au 9 mai 1435 avec ses troupes (qui comportaient non seulement des Anglais mais aussi des représentants de la noblesse normande) et marcha sur Gerberoy dans des conditions très imprudentes. Ses forces (environ 3 000 hommes selon Jean Pillet, mais ce nombre est sans doute très exagéré) étaient probablement assez largement supérieures à celles de la garnison française, mais il commit l'erreur de croire que les Français n'auraient pas d'autre choix que de s'enfermer dans Gerberoy ou de battre en retraite ; les Anglais n'étaient donc pas préparés à être eux-mêmes attaqués.

## Les événements
Arundel parvint devant Gerberoy, le 9 mai, en début de matinée avec un détachement d'avant-garde probablement peu nombreux qu'il fit retrancher et mettre en observation dans un creux de terrain aux abords immédiats de la ville (ce lieu fut nommé par la suite le Val d'Arondel), en attendant l'arrivée du gros de ses troupes qui suivait avec les bagages et le matériel lourd.
Les Français, grâce à la position élevée de Gerberoy par rapport à la campagne environnante, constatèrent rapidement qu'ils avaient devant eux une faible avant-garde et qu'une colonne ennemie importante arrivait par la route de Gournay. Sachant qu'ils n'étaient pas en mesure de soutenir un siège dans l'état où étaient les fortifications, ils décidèrent de prendre l'initiative et d'attaquer en rase campagne, prenant les Anglais totalement au dépourvu.
Une colonne de cavalerie menée par La Hire sortit de la ville et, contournant la position occupée par l'avant-garde d'Arundel, assaillit par surprise la colonne anglaise sur la route de Gournay. Cette colonne, croyant que son avant-garde avait déjà bloqué les sorties de Gerberoy et ne prévoyant pas la possibilité d'être attaquée, était en formation de marche et non pas en ordre de bataille. Malgré son importance numérique, elle fut facilement mise en déroute et poursuivie jusqu'au lieu-dit « Les Épinettes », aux abords de Laudencourt, un hameau des environs de Gournay.
Pendant ce temps, le reste de la garnison sous le commandement de Xaintrailles était aux prises avec le groupe d'Arundel. L'avant-garde anglaise, isolée et privée des renforts attendus, s'était protégée à l'aide d'un barrage de pieux. Au cours de ce combat, le comte d'Arundel fut sérieusement blessé à une jambe par un coup de couleuvrine (les troupes françaises commençaient alors à se familiariser avec les armes à feu).
Lorsque les cavaliers de La Hire furent de retour sous Gerberoy après leur raid victorieux, la position des Anglais devint intenable. Isolés et désormais très largement inférieurs en nombre, ils succombèrent.
Le comte d'Arundel fut fait prisonnier et mourut peu de temps après des suites de sa blessure. Les pertes anglaises furent très importantes, sans doute plusieurs centaines d'hommes (quoique les données chiffrées soient incertaines), tandis que les Français ne perdirent semble-t-il qu'une vingtaine de combattants.

## Les conséquences
À la suite de cette victoire, les troupes de Charles VII ne gardèrent que provisoirement le contrôle de Gerberoy. La ville fut en effet assiégée et reprise par les Anglais en octobre 1437. Elle ne devait être définitivement reconquise par les Français qu'en 1449. Par la suite, la Normandie passant entièrement sous le contrôle du roi de France en 1451, Gerberoy perdit son rôle stratégique de place-frontière. Ce changement de situation, toutefois, ne la mit pas à l'abri des violences commises durant les guerres civiles ultérieures.
Bien que la bataille du 9 mai 1435 ne figure pas parmi les événements les plus décisifs de la Guerre de Cent Ans, elle s'inscrit dans la longue suite de succès français qui commence par la victoire de Jeanne d'Arc à  Orléans et qui aboutit, entre autres, à la prise de Paris en 1436. Elle est représentative du renversement de situation qui caractérise cette période et auquel elle a certainement contribué.